# Teubang Phui
Teubang Phui is een bestuurslaag in het regentschap Aceh Besar van de provincie Atjeh, Indonesië. Teubang Phui telt 286 inwoners (volkstelling 2010).